# 山崎十三
山崎十三（日语：／ Yamasaki Jūzō，1941年6月19日—），日本漫畫原作者，興趣是釣魚與棒球。代表作是《釣魚迷日記》。

## 生平
生於宮崎縣都城市。中學時代曾在宮崎縣的運動會上擔任棒球投手而獲得優勝，因為棒球的才能而進宮崎縣立大宮高等學校就讀。後進入早稻田大學第一文學部演劇科求學，演劇科的同期生有松本幸四郎等人。

## 外部連結
- 宮崎県季刊誌Jajaインタビュー記事 （页面存档备份，存于）